# Kate del Castillo
Kate del Castillo (ur. 23 października 1972 w Meksyku) – meksykańska aktorka.

## Życiorys
Del Castillo jest córką Kate Trillo i Erica del Castillo, legendy meksykańskiego kina złotej ery. Ma dwoje rodzeństwa, siostrę Veronicę del Castillo i przyrodniego brata od strony ojca, Ponciano.
Jej debiut aktorski odbył się w 1980 roku, kiedy wzięła udział w filmie El último escape. Sławę i uznanie zyskała w 1991 roku, gdy zagrała rolę Leticii Hernández Fernández w Muchachitas, w telenoweli, która była bardzo popularna w całej Ameryce Łacińskiej. Muchachitas osiągnęła najwyższe wyniki oglądalności w Meksyku, Portoryko, Wenezueli, Peru oraz wśród hiszpańskojęzycznych widzów w Stanach Zjednoczonych. Następnie pojawiła się w innych telenowelach m.in. w Rozwinąć skrzydła (Alguna vez tendremos alas) czy Prawo do szczęścia (El derecho de nacer).
W latach 2002–2003 rozpoczęła międzynarodową trasę obok argentyńskiego aktora Saúla Lisazo, innej znanej postaci w Meksyku, z roli w Cartasa de amor.
W 2009 roku del Castillo została mianowana ambasadorem w Meksyku do Komisji Praw Człowieka gdzie w następnym roku pomogła uruchomić Blue Heart Campaign w celu podniesienia świadomości i zwalczania handlu ludźmi.
W listopadzie 2007 roku została uznana za jedną z „gwiazd roku”, a w 2011 roku za jedną z „25 najbardziej wpływowych kobiet” i „50 najpiękniejszych” przez magazyn People en Español.
W 2011 roku wystąpiła w Królowej Południa produkcji Telemundo.
W 2018 Telemundo potwierdziło 2. sezon Królowej Południa. Aktorka potwierdziła udział w 2. sezonie.

## Życie prywatne
3 lutego 2001 roku wyszła za mąż za piłkarza Luisa Garcia. Małżeństwo zostało rozwiązane w dniu 1 września 2004 roku. Del Castillo mieszka w Los Angeles. 22 sierpnia 2005 roku w raportach LAPD odnotowano, że nowy dom w Los Angeles, został zniszczony przez złodziei, którzy ukradli biżuterię aktorki. Gdy napad miał miejsce aktorka pracowała na planie filmu Miasto śmierci (Bordertown) wraz z Jennifer Lopez. W sierpniu 2009 roku, wyszła za mąż za Aarona Diaza podczas ceremonii w Las Vegas. 26 lipca 2011 roku ogłoszono, że Diaz i Kate nie są już razem.
9 stycznia 2012 roku Del Castillo napisała kontrowersyjny post wspierający handlarza narkotyków Chapo Guzmana na jego Twitterze, stwierdzając: „Dziś wierzę bardziej w Chapo Guzmana niż w rząd, który ukrywa lekarstwo na raka, AIDS itp. dla własnej korzyści i bogactwa”. W tym samym roku, uczestniczyła w kampanii reklamowej PETA, zachęcając właścicieli zwierząt do ochrony swoich i psów i kotów.

## Filmografia

### Filmy
- 1980: El último escape jako Bárbara
- 1983: Las sobrinas del diablo
- 1991: Ambición sangrienta
- 1992: Mágica juventud jako Fernanda
- 1993: Sendero equivocado
- 1994: Amor que mata
- 1997: Educación sexual en breves lecciones jako Ana
- 1997: Reclusorio jako Estrella Uribe
- 1999: Sendero mortal II
- 2004: Avisos de ocasión jako Amanda
- 2005: American Visa jako Blanca
- 2006: Lime Salted Love jako Isabella Triebel
- 2007: Miasto śmierci (Bordertown) jako Elena Diaz
- 2007: The Black Pimpernel jako Consuelo
- 2007: Handel (Trade) jako Laura
- 2007: La misma luna jako Rosario
- 2008: Bad Guys jako Zena
- 2008: Julia jako Elena
- 2009: Down for Life jako Esther
- 2010: The Miracle of Spanish Harlem jako Eva
- 2011: Bez mężczyzn (Without Men) jako Cleotilde
- 2011: K 11 jako Mousey
- 2011: Solitary Birds jako Paola
- 2011: Redemption jako Jada
- 2012: Colosio: El asesinato jako Verónica
- 2013: No Good Deed
- 2014: Obsesja zazdrości
- 2014: Redempion
- 2014: El Crimen del Cácaro Gumaro
- 2014: Visitantes
- 2015: 33
- 2018: All About Nina
- 2020 Bad Boys jako Isabel Aretas

### Seriale telewizyjne
- 1991: Muchachitas jako Leticia
- 1992: Mágica juventud jako Fernanda
- 1994: Imperio de cristal jako Narda Lombardo
- 1995: Mujer, casos de la vida real
- 1996: Azul jako Alejandra
- 1997: Rozwinąć skrzydła (Alguna vez tendremos alas) jako Ana Hernández
- 1998: Kłamstwo i miłość (La Mentira) jako Verónica Fernández Negrete
- 2000: Ramona jako Ramona Moreno
- 2001: Prawo do szczęścia (El Derecho de Nacer) jako María Elena del Junco
- 2002: Rodzina, ach rodzina (American family) jako Ofelia
- 2003: Bajo la misma piel jako Miranda Murillo Ortiz
- 2009: Detoks (The Cleaner) jako Josefina
- 2009: Trawka (Weeds) jako Pilar Zuazo (6 odcinków)
- 2009: El Pantera jako Coco (2 odcinki)
- 2011: Grimm (gościnnie)
- 2011: Królowa Południa (La Reina del Sur) jako Teresa Mendoza
- 2011: CSI: Kryminalne zagadki Miami (CSI: Miami) jako Anita Torres (gościnnie)
- 2013: Arranque de Pasión
- 2014: Jane the Virgin (gościnnie)
- 2015: Duenos del Paraiso
- 2015: Telenovela (gościnnie)
- 2017: Nieposkromiona
- 2018–2019: Królowa Południa (telenowela) (sezon 2.)

### Inne
- 1996: „Fuego de Noche” – teledysk Ricky’ego Martina
- 2009: Vidas Cruzadas – webnovela
- 2008: „We Are the Ones” – teledysk Williama J. Adamsa i Ricky’ego Martina